# بوب كونينغهام
بوب كونينغهام هو لاعب هوكي الجليد كندي، ولد في 26 فبراير 1941 في ويلاند في كندا.

## وصلات خارجية
- بوب كونينغهام على موقع دوري الهوكي الوطني (الإنجليزية)
- بوب كونينغهام على موقع EliteProspects.com (الإنجليزية)
- بوب كونينغهام على موقع HockeyDB.com (الإنجليزية)
- بوب كونينغهام على موقع Hockey-Reference.com (الإنجليزية)